# Гребенчатый турако
Гребенчатый турако (лат. Gallirex johnstoni) — вид птиц из семейства тураковых. Выделяют три подвида. Обитают в горных лесах рифта Альбертин (так называемые альбертинские леса на территории Демократической Республики Конго, Уганды, Руанды и Бурунди). Видовое название присвоено в честь сэра Гарри Гамильтона Джонстона (1858—1927), английского исследователя Африки и колониального деятеля.

## Описание
Длина тела около 45 см; вес 211—259 г. У взрослых особей лоб и передняя часть блестящие изумрудно-зелёные; задняя часть макушки с коротким гребнем, глянцево-пурпурно-синяя или изумрудно-зеленая (в зависимости от направления падающего на неё света); затылок тускло-малиновый; подбородок и горло блестящие темно-фиолетовые (обычно кажущиеся чёрными), резко отделенные от зелёных щек и шеи; верх спины и грудка зелёные, с персиково-красным пятном на шее и груди; нижняя часть спины, кроющие крыльев и хвост темно-фиолетово-синего цвета, на крупе он переходят в чёрный; первичные и внешние вторичные перья малиновые с темными кончиками; брюшко, бедра и подхвостье серые; клюв бледно-серо-зелёный, часто с голубоватым оттенком, ноздри до кончика черные; узкий костный гребень между глазами; глаза темно-коричневые, с узкими красными веками; есть большое голое пятно позади, под и перед глазом. Оно, в основном, ярко-лимонно-желтого цвета, но у некоторых особей оно имеет красный цвет сзади и по нижнему краю; ноги черноватые. Неполовозрелые особи не описаны. У представителей подвида G. j. kivuensis отсутствует оголенное пятно на лице, эта область у них полностью покрыта ярким изумрудно-зелёным оперением.

## Рацион
92 % рациона этих птиц состоит из фруктов и 6,3 % из листьев.
Питаются фруктами и ягодами, также поедают насекомых и другой животный корм.

## Размножение
В кладке 1—2 тусклых серо-белых яйца. Насиживают их как самка, так и самец.